# Кирьянен, Розалия Ивановна
Розалия Ивановна Кирьянен — советский хозяйственный и государственный деятель, Герой Социалистического Труда.

## Биография
Родилась в 1923 году на территории нынешнего Гатчинского района Ленинградской области. Член КПСС.
В 1946—1980 — доярка, мастер машинного доения коров совхоза «Тарту» Тартуского района Эстонской ССР.
Указом Президиума Верховного Совета СССР от 10 февраля 1975 года присвоено звание Героя Социалистического Труда с вручением ордена Ленина и золотой медали «Серп и Молот».
За широкое использование результатов научных исследований и передового опыта, обеспечивших существенное повышение эффективности производства и качества животноводческой продукции была в составе коллектива удостоена Государственной премии СССР за выдающиеся достижения в труде 1977 года.
Жила в Эстонии.

## Награды и звания
- Герой Социалистического Труда (10.02.1975)
- Орден Ленина (10.02.1975)